# واریا کیپیانی
واریا کیپیانی (گرجی: ბარბარე "ვარია" ყიფიანი؛ ۴ فوریهٔ ۱۸۷۹ – ۱۹۶۵ (۸۵−۸۶ سال)) پژوهشگر گرجستانی و اولین زنی بود که در زمینه پسیکوفیزیولوژی تربیت شد و به عنوان یک محقق برجسته در این حوزه شناخته می‌شود.

## زندگی
او در تاریخ ۴ فوریه ۱۸۷۹ در شهر کوتایسی، امپراتوری روسیه به دنیا آمد و در سال‌های ۱۹۵۰ تا ۱۹۶۵ در بروسل، بلژیک، درگذشت.
کیپیانی پس از مدرسه سنت نینو در تفلیس در سال ۱۸۹۹، در مدرسه‌ای در شهر خونی به عنوان معلم فعالیت کرد. سپس به بروکسل رفت و در دانشگاه بروکسل شروع به تحصیلات در رشته پزشکی کرد. به دلیل مالی، او توسط جوزفینا یوتیکو، محقق لهستانی، تربیت شد و اجازه کار در آزمایشگاه و پرداخت مبلغ مالی آموزش را دریافت کرد.

## فعالیت
کیپیانی در طول زندگی خود مقالات و مطالعات مختلفی نوشت، از جمله یکی به نام "L'ergographie du sucre" که بر اثرات قند بر آرامش و تنیدگی انسان‌ها متمرکز بود. او همچنین در تحقیقات پزشکی برای بهبود ورزش‌های گیاهخواری نقش داشت.